# Demetrio Basilio Lakas

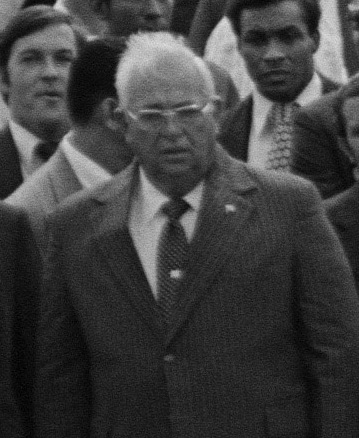
Demetrio Basilio Lakas (1978)

Demetrio Basilio Lakas (* 29. August 1925 in Colón; † 2. November 1999) war der 35. Staatspräsident von Panama.
Lakas ging in San Jose zur Schule und erlernte den Beruf des Kaufmanns. Später ging er in der Panamakanalzone auf das College und wurde Kunst-Assistent. 1946 wechselte er auf das Texas Wesleyan College und erlernte den Beruf des Verwaltungsfachangestellten. Im Anschluss daran ging er sofort auf das Texas Technological College, wo er seine Ausbildung als Ingenieur abschloss. Kurze Zeit später wurde er Präsident der Sozialversicherungsanstalt und Präsident der provisorischen Regierungsversammlung.
Am 19. Dezember 1969 übernahm er als Nachfolger von José María Pinilla Fábrega das Amt des Staatspräsidenten und blieb in diesem Amt bis zum 11. Oktober 1978. Er war somit der erste Staatspräsident Panamas, der eine Amtszeit von fast 9 Jahren durchhielt. Sein Nachfolger wurde Aristides Royo.